# أنتوني بوليس
أنتوني بوليس (بالإنجليزية: Anthony Pulis)‏ هو لاعب كرة قدم بريطاني في مركز الوسط، ولد في 21 يوليو 1984 في برستل في المملكة المتحدة. شارك مع منتخب ويلز تحت 21 سنة لكرة القدم. أما مع النوادي، فقد لعب مع ستوك سيتي وستوكبورت كونتي وغريمسبي تاون ونادي ألدرشوت تاون ونادي بارنت ونادي بريستول روفيرز ونادي بليموث أرجايل ونادي بورتسموث ونادي توركي يونايتد ونادي ساوثهامبتون ونادي لينكولن سيتي.

## وصلات خارجية
- أنتوني بوليس على موقع قاعدة بيانات كرة القدم.إي يو (الإنجليزية)
- أنتوني بوليس على موقع Soccerbase.com (لاعب) (الإنجليزية)